# 伯楽

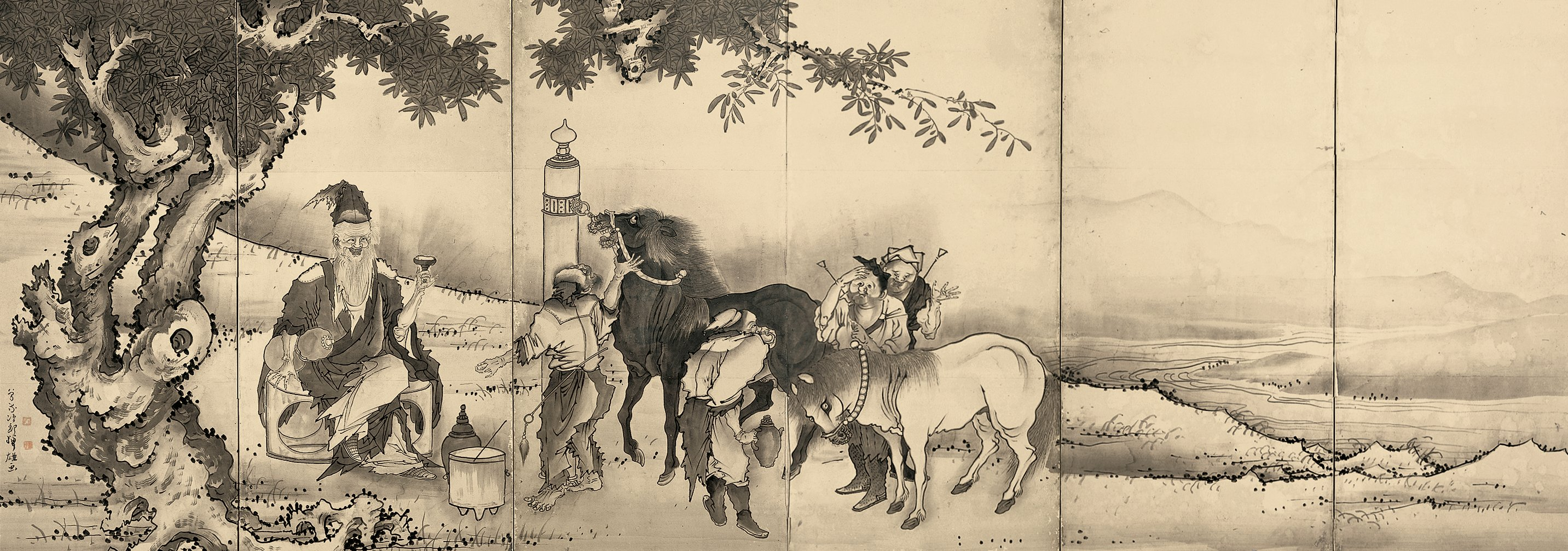
曾我蕭白筆「許由巣父・伯楽図屏風」左隻（ミネアポリス美術館メアリー・グリッグス・バーク・コレクション所蔵）

伯楽（はくらく、紀元前7世紀ごろ）は、中国春秋時代の人物。姓は孫、名は陽、伯楽は字。郜国（現在の山東省菏沢市成武県）の人。馬が良馬か否かを見抜く技術（相馬眼）に優れていた。

## 概要
秦の穆公に仕えた。馬の育成に功労があったため、星宿の一つで天馬を管理する神仙であるという「伯楽」にちなんで「伯楽将軍」の名を与えられた。著書に『伯楽相馬経』などがある。
馬が良馬か否かを見抜く技術（相馬眼、相馬術、目利き術）に優れていた。また、調教師や獣医としての技術ももっていた。
後世の東アジアにおいては、これらの技術の達人の代名詞として「伯楽」の名前が用いられる。例えば、『韓非子』などの諸子百家では、主に喩え話における喩えとして伯楽の名前や逸話が頻繁に言及される。または、唐代の韓愈『雑説』に由来することわざ「世に伯楽あり、しかる後に千里の馬あり（世有伯楽，然後有千里馬）」「千里の馬は常にあれども伯楽は常にはあらず」などでも知られる。現代のスポーツ、コーチング、教育全般において、後進の育成に優れた指導者のことを「名伯楽」と呼ぶこともある。
関連人物として、王良や造父といった馬車の運転（御者・馬術）の達人がいる。

## 関連文献
- 鶴間和幸・村松弘一 編『馬が語る古代東アジア世界史』汲古書院、2018年、ISBN 9784762966071